# Mundys
Mundys S.p.A. er en italiensk infrastrukturvirksomhed, der driver motorveje, lufthavne og transportservices. De forvalter 9400 km betalingsmotorvej, Fiumicino og Ciampino lufthavne i Italien og de tre flyvepladser i Nice, Cannes-Mandelieu og Saint Tropez i Frankrig.